# Mats Olsson (basketspelare)
Mats Olof Olsson, född 24 juni 1978 i Söderhamn, är en svensk basketspelare som spelar för Plannja Basket i Luleå. Mats började sin karriär i moderklubben BK Fajt innan han flyttade upp till Luleå, basketgymnasiet och Plannja. Där spelade han tre säsonger i klubben innan han åkte över Atlanten för ett collegespel på Warner Southern College i Florida innan han återvände. Under sin tid har den 204 cm långa Olsson hunnit med att vinna fyra SM-guld med Plannja. Han går under smeknamnet "Mats från tre" för sitt säkra trepoängsskytte. 